# Heinola landskommun
Heinola landskommun (finska: Heinolan maalaiskunta) även kallad bara Heinola lk (finska: Heinolan mlk) var en kommun i landskapet Päijänne-Tavastland i Finland. 1 januari 1997 inkorporerades Heinola landskommun i Heinola stad.
Enligt Statsrådets beslut (1364/92) om den språkliga indelningen av ämbetsdistrikt och självstyrande områden var Heinola landskommun för perioden 1993-2002 en enspråkigt finsk kommun. Andelen som talade svenska som modersmål var 0,1 %.

## Administrativ historik
1950 överfördes ett område med 2 324 invånare från Heinola landskommun till Heinola stad, och i motsatt riktning områden med 8 invånare.

## Politik

### Mandatfördelning i Heinola landskommun, valen 1976–1992
| 6 | 5 |  | 2 | 6 | 2 | 5 |

| 6 | 6 | 6 | 2 | 7 |

| 3 | 6 | 3 | 2 | 6 |  | 6 |

| 3 | 7 | 2 |  | 7 |  | 6 |

| 3 | 8 | 2 |  | 6 |  | 6 |

## Befolkningsutveckling
| Befolkningsutvecklingen i Heinola landskommun 1880–1995 | Befolkningsutvecklingen i Heinola landskommun 1880–1995 | Befolkningsutvecklingen i Heinola landskommun 1880–1995 | Befolkningsutvecklingen i Heinola landskommun 1880–1995 | Befolkningsutvecklingen i Heinola landskommun 1880–1995 |
| --- | ------------------------------------------------------- | ------------------------------------------------------- | ------------------------------------------------------- | ------------------------------------------------------- |
| |                                                         |                                                         |                                                         |                                                         |
| År |                                                         |                                                         | Folkmängd                                               |                                                         |
| 1880 | 1880                                                    |                                                         | 5 606                                                   |                                                         |
| 1890 | 1890                                                    |                                                         | 6 032                                                   |                                                         |
| 1900 | 1900                                                    |                                                         | 6 318                                                   |                                                         |
| 1910 | 1910                                                    |                                                         | 6 078                                                   |                                                         |
| 1920 | 1920                                                    |                                                         | 5 549                                                   |                                                         |
| 1930 | 1930                                                    |                                                         | 5 499                                                   |                                                         |
| 1940 | 1940                                                    |                                                         | 5 909                                                   |                                                         |
| 1950 | 1950                                                    |                                                         | 5 994                                                   |                                                         |
| 1960 | 1960                                                    |                                                         | 5 960                                                   |                                                         |
| 1970 | 1970                                                    |                                                         | 5 109                                                   |                                                         |
| 1975 | 1975                                                    |                                                         | 5 166                                                   |                                                         |
| 1980 | 1980                                                    |                                                         | 5 571                                                   |                                                         |
| 1985 | 1985                                                    |                                                         | 5 664                                                   |                                                         |
| 1990 | 1990                                                    |                                                         | 5 920                                                   |                                                         |
| 1995 | 1995                                                    |                                                         | 6 087                                                   |                                                         |
| Anm: För tidsserien 1880-1975 avser uppgifterna befolkningen den 31 december nämnda år enligt områdesindelningen den 1 januari året efter. För tidsserien 1980-1995 avser uppgifterna befolkningen den 31 december nämnda år enligt områdesindelningen samma tidpunkt. |                                                         |                                                         |                                                         |                                                         |